# Xkua Xtuti
Xkua Xtuti är en ort i Mexiko.   Den ligger i kommunen Copanatoyac och delstaten Guerrero, i den sydöstra delen av landet, 240 km söder om huvudstaden Mexico City. Xkua Xtuti ligger 2 503 meter över havet och antalet invånare är 124.
Terrängen runt Xkua Xtuti är kuperad österut, men västerut är den bergig. Xkua Xtuti ligger uppe på en höjd. Runt Xkua Xtuti är det ganska glesbefolkat, med 22 invånare per kvadratkilometer. Närmaste större samhälle är Malinaltepec, 11,3 km söder om Xkua Xtuti. I omgivningarna runt Xkua Xtuti växer huvudsakligen savannskog.